# Cars 3
Cars 3 è un film d'animazione del 2017 diretto da Brian Fee. È il 18º lungometraggio prodotto da Pixar Animation Studios e distribuito da Walt Disney Studios Motion Pictures, è il sequel di Cars - Motori ruggenti (2006) e Cars 2 (2011). È uscito nelle sale il 16 giugno 2017 negli Stati Uniti e il 14 settembre dello stesso anno in Italia.
Uscito nello stesso anno di Coco, ha segnato la seconda volta che 2 film Pixar sono usciti lo stesso anno, dopo Inside Out e Il viaggio di Arlo nel 2015.

## Trama
Sei anni dopo gli eventi con i Catorci del secondo film, nel 2016 la carriera di Saetta McQueen, ormai leggenda e vincitore di sette Piston Cup, continua felicemente fino al debutto di Jackson Storm, un pilota di nuova generazione che vince la sua prima gara con netto distacco sugli avversari. Durante le gare successive, altre macchine di nuova generazione entrano nel campionato subentrando ai vecchi piloti, che si ritrovano costretti o decisi al ritiro, come  Cal Weathers (il nipote dell'ex campione Strip Weathers, che gli fa da caposquadra), amico di Saetta, oppure vengono licenziati, come Brick Yardley e Bobby Swift. Nonostante Storm sia un novellino riesce comunque ad ottenere nove vittorie consecutive (vincendo così la Piston Cup da esordiente), ma Saetta non si rassegna alla vecchiaia e decide con tenacia di continuare a gareggiare. Durante l'ultima corsa del campionato, nell'estremo tentativo di sconfiggere Storm, McQueen finisce per avere un grave incidente, che gli impedisce di concludere la gara.
Quattro mesi dopo, ripresosi ma ancora scosso, Saetta trascorre il tempo a Radiator Springs, chiuso in sé stesso e rievocando gli insegnamenti del suo mentore Doc Hudson. Grazie al sostegno di Sally, Cricchetto e di tutti gli amici, Saetta decide di tornare a gareggiare e contatta Rusty e Dusty, i proprietari del suo storico sponsor, la Rust-eze, che lo invitano a recarsi al loro nuovo centro d'allenamento, dove scopre che i due hanno venduto l'azienda al magnate Sterling.
Qui Saetta incontra Cruz Ramirez, la team coach della scuderia di Sterling, alla quale viene assegnato il compito di rendere il veterano nuovamente competitivo. Cruz adotta con Saetta un approccio prudente e graduale che causa frustrazione al pilota, il quale vorrebbe immediatamente allenarsi con l'avanzatissimo simulatore di guida installato nel centro, quasi uguale a quello usato da Storm. Il risultato è disastroso: nonostante gli avvertimenti di Cruz che non lo ritiene ancora pronto, McQueen insiste per usare il macchinario e finisce per distruggerlo. Sterling, che ha assistito alla scena, tenta di convincerlo a ritirarsi e a dedicarsi alla promozione degli accessori per auto della Rust-eze. McQueen si rifiuta, strappando al proprietario la promessa che, se riuscirà a vincere la prima gara della successiva Piston Cup in Florida, a cui mancano due settimane, sarà lui a decidere quando ritirarsi.
McQueen decide di allenarsi sulla spiaggia di Fireball Beach, ma alla fine si ritrova ad essere lui a dover insegnare a Cruz come correre sulla sabbia, visto che lei non è abituata a lavorare all'aperto. Nei giorni seguenti partecipa a una corsa di autocross a Thunder Hollow insieme a Cruz e, per non farsi riconoscere dal pubblico, si fa completamente ricoprire di fango. Una volta entrati nel recinto i due capiscono che non si tratta di una corsa normale ma di un circuito a "8" nel quale le vetture puntano a distruggersi a vicenda fino a quando non rimane un solo vincitore. Alla fine di una corsa rocambolesca Cruz vince la gara, mentre Saetta viene travolto da un'ondata di acqua uscita da un'autocisterna che si è ribaltata, rivelando il pilota.
McQueen è furioso perché sa di aver sprecato altro tempo che avrebbe dovuto dedicare all'allenamento e litiga con Cruz, la quale gli rivela di avere, in realtà, sempre desiderato essere un pilota ed emulare le gesta del suo campione preferito, ovvero proprio Saetta. Malgrado la giovane età ed il preconcetto che molti nutrivano nei suoi confronti perché era una ragazza, Ramirez racconta che una volta era riuscita ad ottenere l'ingaggio per la sua prima corsa, ma all'ultimo momento si era ritirata perché si era sentita inadeguata, per poi abbandonare Saetta e andarsene. Non riuscendo a dormire per i sensi di colpa, Saetta chiama Cricchetto per chiedergli consiglio e si rende conto che l'unico che possa aiutarlo a ritrovare la forma perduta sia colui che era stato l'allenatore di Doc Hudson Hornet, ovvero il vecchio Smokey, così raggiunge Cruz per scusarsi e per convincerla a seguirlo a Thomasville, dove spera di trovare Smokey ancora in vita.
Smokey, che si trova in perfetta salute, accetta di allenare Saetta e fin da subito gli fa capire che è vero che lui ormai è vecchio e pertanto avrà molte difficoltà a battere i giovani piloti, ma è vero anche che lui ha molta più esperienza e competenza rispetto a loro, anche grazie ai preziosi insegnamenti di Doc, e dovrà puntare soprattutto su quelle conoscenze per battere Storm. Durante una conversazione con McQueen, Smokey lo porta al suo garage, pieno di foto e ritagli di giornale collezionati da Doc dopo essere diventato caposquadra di Saetta, spiegandogli che, anche se Doc amava gareggiare prima di ritirarsi, la parte della sua vita che apprezzò di più non furono gli anni in pista, ma quelli in cui poté fare da mentore al suo migliore amico.
La Piston Cup esordisce in Florida e il futuro di Saetta è legato all'esito di quella gara. McQueen disputa duramente durante gran parte della corsa aiutato via radio da Smokey, che è sopraggiunto a fare da capo team. Al momento del pit stop, mentre Sterling allontana in malo modo Cruz dal circuito denigrandola, Saetta chiede di preparare il nuovo treno di gomme e, quando entra ai box, sorprende tutti facendo preparare Cruz affinché lo sostituisca, perché vuole lasciare a lei l'occasione di correre e di dimostrare quanto valga. Secondo il regolamento, è consentito disputare la gara con due vetture diverse purché abbiano lo stesso numero, quindi Ramon in un baleno aerografa un bellissimo 95 sul fianco di Cruz. Quest'ultima riesce ad entrare in gara prima del passaggio della safety car e in pochi giri capisce che Storm, che appare spavaldo ed arrogante, nasconde invece una profonda paura di essere sconfitto.
Seguendo le indicazioni che Smokey aveva dato prima a Doc e poi a Saetta, Cruz riesce a battere Storm (che dal canto suo cerca di distrarla dicendole frasi demoralizzanti) e si aggiudica la gara facendo vincere tutta la squadra. Alla fine del film, la Rust-eze diventa di proprietà della Dinoco, il cui proprietario Tex liquida velocemente Sterling. Saetta, ormai diventato saggio, si fa dipingere i colori blu del suo mentore, diventando il Favoloso Saetta McQueen.

## Produzione
Il film venne ufficialmente annunciato nel marzo 2014 dal CEO della Disney Bob Iger. Nell'ottobre 2015 viene annunciata l'uscita del film per il 16 giugno 2017.
Il film è diretto da Brian Fee, che ha lavorato come artista degli storyboard a Cars e Cars 2.

## Colonna sonora
La colonna sonora del film è composta da Randy Newman, già autore delle musiche del primo capitolo e di altri film Disney/Pixar.

## Promozione
Il teaser trailer è stato pubblicato online il 21 novembre 2016 in lingua originale e il 4 gennaio 2017 in italiano. Il teaser mostra una corsa ad alta velocità in cui Saetta McQueen perde aderenza sul terreno, sbatte contro il muretto della pista e subisce un incidente. Al termine viene mostrata la tagline del poster: Da questo momento tutto cambierà.

## Distribuzione
Cars 3 è stato distribuito il 16 giugno 2017 negli Stati Uniti, anche in 3D. In Italia è stato distribuito il 14 settembre 2017 insieme al videogioco Cars 3: In gara per la vittoria.

### Edizione italiana
Il doppiaggio italiano, a differenza dei due capitoli precedenti, è diretto da Massimiliano Manfredi (che proprio da questo film diverrà il direttore del doppiaggio fisso per Pixar). Vengono riconfermate le voci dei primi due film, con l'eccezione di Francesca Palapoli (deceduta sei anni prima), sostituita da Franca Lumachi come Lizzie, e Cesare Barbetti (scomparso nell'anno di uscita del primo film), sostituito da Ugo Pagliai nel ruolo di Doc. Rossella Acerbo e Andrea Mete doppiano Cruz Ramírez e Jackson Storm, coprotagonista e antagonista del film, e prendono parte al doppiaggio anche alcune figure dello spettacolo, come La Pina e Sebastian Vettel.

## Accoglienza

### Incassi
A fronte di un budget stimato in 175 milioni di dollari, il film ha incassato, al 4 gennaio 2018, 383787534 $ a livello mondiale, di cui 152901115 $ negli Stati Uniti e 230886419 $ nel resto del mondo.

### Critica
Il film ha ricevuto recensioni generalmente positive da parte della critica, seppur non nella media dello studio. Sull'aggregatore di recensioni Rotten Tomatoes, il film ha un indice di gradimento del 69% basato su 189 recensioni.

## Sequel
Per quanto riguarda un possibile Cars 4, i produttori di Cars 3 Kevin Reher e Andrea Warren hanno dichiarato parlando con Cinema Blend che "Se c'è una buona storia da raccontare, voglio dire, le nostre teste si rompono un po' dopo aver finito questa, come "Oh mio Dio", di cosa potresti fare le prossime avventure? Ma come ogni sequel, da Toy Story 4 (2019) a Gli Incredibili 2 (2018), finché c'è una buona storia da raccontare vale la pena investire, amiamo questi personaggi, li amiamo tanto quanto il pubblico". Per quanto riguarda il personaggio che sarebbe stato il protagonista del film, Reher e Warren hanno dichiarato che "se Cruz fosse un personaggio di spicco, un po' come lo era Mater, sarebbe coinvolta in un 4". Owen Wilson ha dichiarato in un evento stampa di Cars 3 che sono state discusse possibili storie per un Cars 4, anche se personalmente vorrebbe che un quarto film di Cars approfondisse aspetti del genere thriller, simile a Cars 2. In un'intervista con Screen Rant, Lea DeLaria ha espresso interesse a riprendere il suo ruolo di Miss Fritter mentre promuoveva l'uscita del cortometraggio, Miss Fritter's Racing Skoool con l'uscita in DVD e Blu-ray di Cars 3.
A dicembre 2023, durante un'intervista al Porsche Rennsport Reunion Event 2023, il direttore creativo della saga, Jay Ward, ha rivelato che la Pixar sta sviluppando nuovi progetti legati al franchise: "Ci sono altre cose di Cars in fermento, non posso ancora dire molto di più. Le auto hanno una vita che continuerà ad andare avanti. Sto lavorando ad alcuni progetti davvero divertenti in questo momento che vedrete tra un paio d'anni. Ci vuole un po' di tempo per realizzarli".